# Zarak (cheval)
Zarak (2013-) est un cheval de course pur-sang lauréat du Grand Prix de Saint-Cloud en 2017. Entraîné par Alain de Royer-Dupré et évoluant sous les couleurs de Son Altesse l'Aga Khan, il était monté en compétition par Christophe Soumillon,,.

## Carrière de courses
Né aux Aga Khan Studs, d'un croisement légendaire, issu de la championne Zarkava et du crack étalon Dubawi, Zarak est ainsi très suivi pour ses débuts victorieux en compétition au mois d'octobre de ses deux ans sur l'hippodrome de Deauville. Ce sera sa seule sortie à deux ans.
Après une pause hivernale, Zarak effectue sa rentrée en avril 2016 et remporte une course à conditions catégorisée course B à Maisons-Laffitte. Invaincu et estimé, Zarak est alors directement propulsé au niveau Groupe I dans la Poule d'Essai des poulains et termine cinquième d'une course remportée par l'irlandais The Gurkha entraîné par Aidan O'Brien. Alors rallongé, Zarak figure cette fois au départ du Prix du Jockey-Club, où, attentiste à l'arrière du peloton, accélère bien pour finir et empoche la deuxième place battu par un insolent Almanzor. La revanche avec le pensionnaire de Jean-Claude Rouget Almanzor qui l'avait battu à Chantilly a désormais un lieu : l'hippodrome de Deauville dans le Prix Guillaume d'Ornano, Groupe II richement doté. En attendant au milieu du peloton comme à Chantilly et en fournissant une belle accélération pour finir, Zarak ne peut toujours rien face à Almanzor. Retournant alors sur une distance plus courte dans le Prix du Moulin de Longchamp, Zarak termine quatrième et achève son année de trois ans sur une modeste troisième place dans le Prix Dollar.
Zarak a certes pris à trois ans de belles places dans des Groupes, il n'est toujours pas gagnant de Groupe et pour cela le pur-sang doit attendre sa rentrée victorieuse dans un Groupe III aux Émirats Arabes Unis à Meydan dans les Dubaï Millennium Stakes. Fort de cette victoire, il fait alors partie des prétendants sérieux dans la Dubaï Turf, mais ne peut faire mieux que quatrième, terminant en demi-teinte ce voyage dans le golfe arabique. Rentrant en France où il termine très proche deuxième du Prix Ganay, à un nez de la victoire. Après avoir manqué son rendez-vous dans le Prix d'Ispahan, Zarak se réhabilite pleinement en remportant une première course de Groupe I dans le Grand Prix de Saint-Cloud. C'est ainsi en gagnant de Groupe I que son entraîneur Alain de Royer-Dupré décide de l'aligner au départ du Prix de l'Arc de Triomphe, sommet du turf européen, et Zarak quitte la compétition sur une huitième place.

### Résumé de carrière
| Date         | Hippodrome       | Pays                | Course                      | Statut      | Distance    | Jockey       | Place       | Écart           | Vainqueur ou deuxième | Temps       | Gains       |
| 2017, 2 ans  | 2017, 2 ans      | 2017, 2 ans         | 2017, 2 ans                 | 2017, 2 ans | 2017, 2 ans | 2017, 2 ans  | 2017, 2 ans | 2017, 2 ans     | 2017, 2 ans           | 2017, 2 ans | 2017, 2 ans |
| ------------ | ---------------- | ------------------- | --------------------------- | ----------- | ----------- | ------------ | ----------- | --------------- | --------------------- | ----------- | ----------- |
| 22 octobre   | Deauville        | France              | Prix de Saint-Désir         | Inédits     | 1 600 m     | C. Soumillon | 1er / 13    | 1 1/4           | Qatar Dream           | 1'50"52     | 12 500 €    |
| 2018, 3 ans  |                  |                     |                             |             |             |              |             |                 |                       |             |             |
| 19 avril     | Maisons-Laffitte | France              | Prix de la Croix de Chavaux | Course B    | 1 600 m     | C. Soumillon | 1er / 6     | Encolure        | George Patton         | 1'42"62     | 17 000 €    |
| 15 mai       | Deauville        | France              | Poule d'Essai des poulains  | Gr. 1       | 1 600 m     | C. Soumillon | 5e / 13     | 6               | The Gurkha            | 1'36"97     | 15 730 €    |
| 5 juin       | Chantilly        | France              | Prix du Jockey Club         | Gr. 1       | 2 100 m     | C. Soumillon | 2e / 16     | 1 1/2           | Almanzor              | 2'11"62     | 342 900 €   |
| 15 août      | Deauville        | France              | Prix Guillaume d'Ornano     | Gr. 2       | 2 000 m     | C. Soumillon | 2e / 9      | 1               | Almanzor              | 2'09"63     | 88 000 €    |
| 11 septembre | Chantilly        | France              | Prix du Moulin de Longchamp | Gr. 1       | 1 600 m     | C. Soumillon | 4e / 6      | 2 3/4           | Vadamos               | 1'38"27     | 25 695 €    |
| 1er octobre  | Chantilly        | France              | Prix Dollar                 | Gr. 2       | 2000 m      | C. Soumillon | 3e / 9      | 1 1/2           | Potemkin              | 2'06"54     | 21 000 €    |
| 2019, 4 ans  |                  |                     |                             |             |             |              |             |                 |                       |             |             |
| 16 février   | Meydan           | Émirats arabes unis | Dubai Millennium Stakes     | Gr. 3       | 2 000 m     | C. Soumillon | 1er / 10    | 1 3/4           | Earnshaw              | 2'03"73     | 113 842 €   |
| 25 mars      | Meydan           | Émirats arabes unis | Dubai Turf                  | Gr. 1       | 1 800 m     | C. Soumillon | 4e / 13     | 2 3/4           | Vivios                | 1'50"20     | 283 000 €   |
| 1er mai      | Saint Cloud      | France              | Prix Ganay                  | Gr. 1       | 2 100 m     | C. Soumillon | 2e / 7      | Courte Encolure | Cloth of Stars        | 2'11"70     | 68 580 €    |
| 28 mai       | Chantilly        | France              | Prix d'Ispahan              | Gr. 1       | 1 800       | C. Soumillon | 5e / 5      | 10 3/4          | Mekhtaal              | 1'49"92     | 7 150 €     |
| 2 juillet    | Saint Cloud      | France              | Grand Prix de Saint Cloud   | Gr. 1       | 2 400 m     | C. Soumillon | 1er / 10    | 3/4             | Silverwave            | 2'27"76     | 228 560 €   |
| 1er octobre  | Chantilly        | France              | Prix de l'Arc de Triomphe   | Gr. 1       | 2 400 m     | C. Soumillon | 10e / 18    | 8               | Enable                | 2'28"69     | 0           |

## Au haras
Lauréat de Groupe I et né dans la pourpre, Zarak entre au haras au prix de 12 000 €. Plébiscité par les éleveurs et affichant complet pour ses quatre premières années de monte, les résultats en piste de ses produits dépasseront les attentes avec 49% de gagnants par partants pour ses premiers deux ans et les placées de Groupe I Times Square (3ème Prix Marcel Boussac) et Purplepay (2ème Critérium International). Ces débuts prometteurs seront confirmés l'année suivante avec sept vainqueurs de Stakes et de multiples places de Groupe I accumulées par La Parisienne (Prix de Diane et Prix Vermeille) et Times Square (Poule d'Essai des Pouliches).  
Les produits de Zarak, conçus à un prix de saillie modeste, s'illustreront par leur régularité et leur classe. Ils lui offrent en l'espace de neuf mois trois victoires des Groupe I, dont l'épreuve Classique de la Poule d'Essai des Poulains 2024 remporté par Metropolitan et le premier Groupe I de l'année 2024 en France, le Prix Ganay, enlevé par Haya Zark. Il affiche au printemps de l'année 2024 un taux de 65% de gagnants par partants, 10% de vainqueurs de Stakes et 16% de gagnants et placés de Stakes.  
Zarak officie au prix de 80 000 € pour l'année 2025.  
Parmi ses meilleurs produits, citons (avec entre parenthèse le nom du père de mère) :
- Metropolitan (Halling) : Poule d'Essai des Poulains.
- Zagrey (Slickly) : Grosser Preis von Baden.
- Haya Zark (Elusive City) : Prix Ganay.
- La Parisienne (Hurricane Run) : 2ème Prix de Diane, 3ème Prix Vermeille.
- Purplepay (Lawman) : Prix de Sandringham, 3ème Critérium International.
- Times Square (Siyouni) : 2ème Prix Marcel Boussac,  3ème Poule d'Essai des pouliches.

## Origines
Zarak est le fils de la championne invaincue Zarkava et de l'étalon leader Dubawi.

### Pedigree
| Origines de Zarak (FR), mâle bai né en 2013 | Origines de Zarak (FR), mâle bai né en 2013 | Origines de Zarak (FR), mâle bai né en 2013 | Origines de Zarak (FR), mâle bai né en 2013 |
| ------------------------------------------- | ------------------------------------------- | ------------------------------------------- | ------------------------------------------- |
| Père Dubawi                                 | Dubai Millennium                            | Seeking the Gold                            | Mr. Prospector                              |
| Père Dubawi                                 | Dubai Millennium                            | Seeking the Gold                            | Con Game                                    |
| Père Dubawi                                 | Dubai Millennium                            | Colorado Dancer                             | Shareef Dancer                              |
| Père Dubawi                                 | Dubai Millennium                            | Colorado Dancer                             | Fall Aspen                                  |
| Père Dubawi                                 | Zomaradah                                   | Deploy                                      | Shirley Heights                             |
| Père Dubawi                                 | Zomaradah                                   | Deploy                                      | Slightly Dangerous                          |
| Père Dubawi                                 | Zomaradah                                   | Jawaher                                     | Dancing Brave                               |
| Père Dubawi                                 | Zomaradah                                   | Jawaher                                     | High Tern                                   |
| Mère Zarkava                                | Zamindar                                    | Gone West                                   | Mr. Prospector                              |
| Mère Zarkava                                | Zamindar                                    | Gone West                                   | Secrettame                                  |
| Mère Zarkava                                | Zamindar                                    | Zaizafon                                    | The Minstrel                                |
| Mère Zarkava                                | Zamindar                                    | Zaizafon                                    | Mofida                                      |
| Mère Zarkava                                | Zarkasha                                    | Kahyasi                                     | Ile de Bourbon                              |
| Mère Zarkava                                | Zarkasha                                    | Kahyasi                                     | Kadissya                                    |
| Mère Zarkava                                | Zarkasha                                    | Zarkana                                     | Doyoun                                      |
| Mère Zarkava                                | Zarkasha                                    | Zarkana                                     | Zarna (famille 9-c)                         |